# Campionat Sud-americà de futbol de 1939

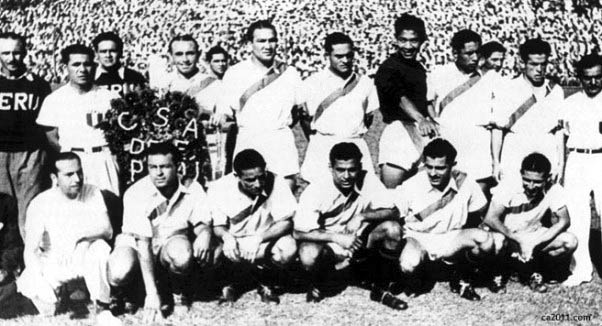
Equip peruà campió del campionat.

La quinzena edició del Campionat Sud-americà de futbol va ser una competició esportiva que es va celebrar a Lima, al Perú, entre el 15 de gener i el 12 de febrer de 1939.
Els equips participants van ser Xile, Perú, Equador, Paraguai i Uruguai. Tot i quera membre de la CONMEBOL des del 1927, aquesta va ser la primera edició en què els equatorians hi van participar. Colòmbia, membre des del 1936, va tornar a retirar-se del torneig, igual que l'Argentina, Bolívia i Brasil. Perú va guanyar la competició per primera vegada.

## Estadi
| Lima              |
| ----------------- |
| Estadio Nacional  |
| Capacitat: 40.000 |
|                   |

## Ronda final
Cada equip va jugar una vegada contra cada rival. Al guanyador se li concedien 2 punts, els empats repartien un punt per cada equip, i els perdedors sumaven 0 punts.
| Equip    | PJ | V | E | L | GF | GC | DG  | Pts |
| -------- | -- | - | - | - | -- | -- | --- | --- |
| Perú     | 4  | 4 | 0 | 0 | 13 | 4  | +9  | 8   |
| Uruguai  | 4  | 3 | 0 | 1 | 13 | 5  | +8  | 6   |
| Paraguai | 4  | 2 | 0 | 2 | 9  | 8  | +1  | 4   |
| Xile     | 4  | 1 | 0 | 3 | 8  | 12 | −4  | 2   |
| Equador  | 4  | 0 | 0 | 4 | 4  | 18 | −14 | 0   |

| Paraguai                                       | 5–1 | Xile      |
| ---------------------------------------------- | --- | --------- |
| Godoy 10', 24' · Barrios 47', 75' · Aquino 88' |     | Sorrel 8' |

| Perú                                            | 5–2 | Equador          |
| ----------------------------------------------- | --- | ---------------- |
| T. Fernández 6', 34', 77' · J. Alcalde 16', 58' |     | Alcívar 55', 89' |

| Uruguai                                             | 6–0 | Equador |
| --------------------------------------------------- | --- | ------- |
| Porta 22' · S. Varela 53', 55', 81' · Lago 65', 70' |     |         |

| Perú                                          | 3–1 | Xile          |
| --------------------------------------------- | --- | ------------- |
| T. Fernández 46', 65' (pen.) · J. Alcalde 80' |     | Domínguez 55' |

| Uruguai                                     | 3–2 | Xile                |
| ------------------------------------------- | --- | ------------------- |
| S. Varela 11' · Camaití 30' · Chirimini 73' |     | Muñoz 3' · Luco 39' |

| Perú                                   | 3–0 | Paraguai |
| -------------------------------------- | --- | -------- |
| T. Fernández 11', 30' · J. Alcalde 78' |     |          |

| Xile                                            | 4–1 | Equador    |
| ----------------------------------------------- | --- | ---------- |
| Toro 6' · Avendaño 15', 79' · Sorrel 19' (pen.) |     | Arenas 35' |

| Uruguai                                     | 3–1 | Paraguai    |
| ------------------------------------------- | --- | ----------- |
| Lago 14' · S. Varela 40' (pen.) · Porta 66' |     | Barrios 59' |

| Paraguai                            | 3–1 | Equador    |
| ----------------------------------- | --- | ---------- |
| Mingo 4' · Godoy 61' · Barreiro 63' |     | Arenas 75' |

| Perú                        | 2–1 | Uruguai   |
| --------------------------- | --- | --------- |
| J. Alcalde 7' · Bielich 35' |     | Porta 44' |

## Resultat
| Campionat Sud-americà 1939 |
| -------------------------- |
| Perú                       |
| Perú Primer títol          |

## Golejadors
7 gols
- Teodoro Fernández

5 gols
- Jorge Alcalde
- Severino Varela

3 gols
- Tiberio Godoy
- Marcial Barrios
- Pedro Lago
- Roberto Porta

2 gols
- José Avendaño
- Enrique Sorrel
- Marino Alcívar
- Manuel Arenas

1 gol
- Alfonso Domínguez
- Roberto Luco
- Raúl Muñoz
- Raúl Toro Julio
- Ricardo Aquino
- Eustaquio Barreiro
- Eduardo Mingo
- Víctor Bielich
- Adelaido Camaití
- Óscar Chirimini